# Vil·la romana de Can Feu
La vil·la romana de Can Feu és una vil·la romana no gaire ben conservada del barri de Can Feu, a Sabadell (Vallès Occidental), declarada Espai de Protecció Arqueològic.
Bastida sobre un assentament ibèric ja habitat al segle iii aC, fou construïda a les acaballes del segle i aC i abandonada al segle ii. El primer a esmentar-la fou Joan Vila i Cinca, que escrigué una memòria de les excavacions dutes a terme a la zona entre el 1912 i el 1915 i hi feu constar que «en dos llocs diferents de la propietat de Can Feu s'han pogut recollir diversos objectes de l'època romana». El 1927 s'hi referí com «una estació romana situada al terme de Sabadell».